# All Things Must Pass (nummer)
"All Things Must Pass" is een nummer van de Britse muzikant George Harrison. Hij schreef het oorspronkelijk voor zijn band The Beatles, die het wel opnamen maar niet uitbrachten. In 1970 verscheen het nummer als de titeltrack van zijn soloalbum All Things Must Pass. De versie van The Beatles verscheen in 1996 voor het eerst op het compilatiealbum Anthology 3.

## Achtergrond
Harrison schreef "All Things Must Pass" nadat hij in 1968 op bezoek was bij Bob Dylan en The Band. Hij was vooral geïnspireerd door het nummer "The Weight" van The Band, waarvan hij zei dat het "een religieus en country-achtig gevoel" had. De tekst is geïnspireerd door het gedicht "All Things Pass", dat in het boek Psychedelic Prayers after the Tao Te Ching van Timothy Leary werd gepubliceerd. In zijn autobiografie I, Me, Mine zei Harrison dat het idee voor het nummer ontstond uit "alle soorten mystici en ex-mystici".
In januari 1969 liet Harrison "All Things Must Pass" aan de rest van de Beatles horen toen zij de film en het album Let It Be opnamen. Tijdens deze sessies werd de tekst op een aantal punten aangepast. Zo stelde John Lennon voor om het woord "wind" in "mind" te veranderen, zodat het nummer iets meer "psychedelisch" zou worden. Er werd overwogen om het nummer te spelen tijdens het Rooftop Concert, maar hier werd uiteindelijk vanaf gezien, net zoals dit bij een groot aantal andere composities van Harrison gebeurde. The Beatles namen als groep nooit een volledige versie van het nummer op, en enkel een repetitie waarop alle bandleden te horen zijn verscheen op diverse bootlegalbums. Op 25 februari 1969 nam Harrison in zijn eentje in de Abbey Road Studios een demoversie van het nummer op, samen met demo's van de eveneens door hem geschreven "Old Brown Shoe" en "Something". Hij nam twee takes op, waarvan de laatste in 1996 verscheen op het compilatiealbum Anthology 3.
Harrison was niet de eerste muzikant die een versie van "All Things Must Pass" uitbracht. Eind 1969 produceerde hij een versie van Billy Preston, die als toetsenist meedeed tijdens de sessies voor Let It Be, die zou verschijnen op zijn album "Encouraging Words". Zijn versie werd uitgebracht onder de titel "All Things (Must) Pass" en is geïnspireerd door de muziek van Ray Charles. Het album verscheen in september 1970, vijf maanden nadat The Beatles uit elkaar gingen en twee maanden voordat Harrisons eigen versie uitkwam.
Tussen 26 mei en begin juni 1970 nam Harrison een eigen versie van "All Things Must Pass" op voor zijn eerste soloalbum na het uiteenvallen van The Beatles, eveneens All Things Must Pass genaamd. Harrison wordt op zijn versie begeleid door onder meer Preston, Eric Clapton, Klaus Voormann en ex-Beatle Ringo Starr. In augustus 1970 kreeg Harrison van medeproducer Phil Spector een vroege mix van de nummers van het album; Spector noemde dit nummer "zo goed dat elk [vocaal] optreden van jou voor mij goed genoeg is". In november 1970 verscheen het nummer als de laatste track op de derde van zes kanten van het album All Things Must Pass. De titel van het nummer werd gezien als verwijzing naar The Beatles, en werd ook geassocieerd met het overlijden van Harrisons moeder in juli 1970.
"All Things Must Pass" is gecoverd door onder meer Paul McCartney (tijdens het concert ter eerbetoon aan de korte tijd eerder overleden Harrison), Klaus Voormann met Yusuf Islam, The Waterboys en Bobby Whitlock.